# Morokulien
Morokulien ist der Name eines sechs Hektar großen Geländes beiderseits der Staatsgrenze von Schweden und Norwegen, etwa 111 Kilometer östlich von Oslo und 427 Kilometer westlich von Stockholm gelegen. Das Gelände gehört auf der einen Seite zu der norwegischen Gemeinde Eidskog in der Provinz (Fylke) Innlandet und auf der anderen Seite zu der schwedischen Gemeinde Eda in der Provinz (Län) Värmland. 1914 wurde hier anlässlich des 100-jährigen Friedens zwischen beiden Ländern ein Granitmonument errichtet, was deren Einheit und Freundschaft versinnbildlicht. Seitdem wird dieses kleine Gelände auch als Platz des Friedens bezeichnet. In Morokulien befinden sich unter anderem Campingplätze, ein Informationszentrum, eine Amateurfunkstation, eine Freilichtbühne, eine Kapelle (Glockenturm in Norwegen – der Rest des Gebäudes in Schweden) sowie weitere Kuriositäten wie z. B. ein Postamt, das Briefmarken beider Länder verkauft und sie auch in beiden abstempelt. Jedes Jahr im Sommer finden hier ein Gottesdienst und weitere Feierlichkeiten statt.
Der Begriff Morokulien ist ein 1959 kreiertes Svorsk-Kofferwort und leitet sich von dem norwegischen Wort moro und dem schwedischen Wort kul ab, welche beide „Spaß“ bedeuten.
Morokulien ist weder ein selbständiger Zwergstaat noch eine Mikronation. Er unterliegt schwedischen und norwegischen Gesetzen. Die dortigen Aktivitäten werden von Friedensvereinigungen beider Länder organisiert.
Morokulien zählt zu den Peace Parks, da es einen Park darstellt, der über Landesgrenzen hinweg reicht.
Die Amateurfunkstation ist einzigartig. Normalerweise bekommen Funkamateure oder Clubs ein Rufzeichen des jeweiligen Landes durch die Behörden zugeteilt. In Morukulien werden für ein und dieselbe Station zwei Rufzeichen abwechselnd verwendet, das schwedische (SJ9WL) und das norwegische (LG5LG). Funkamateure aus aller Welt dürfen bei Vorlage ihrer Lizenzurkunde die Hütte gegen eine kleine Gebühr nutzen.

## Galerie

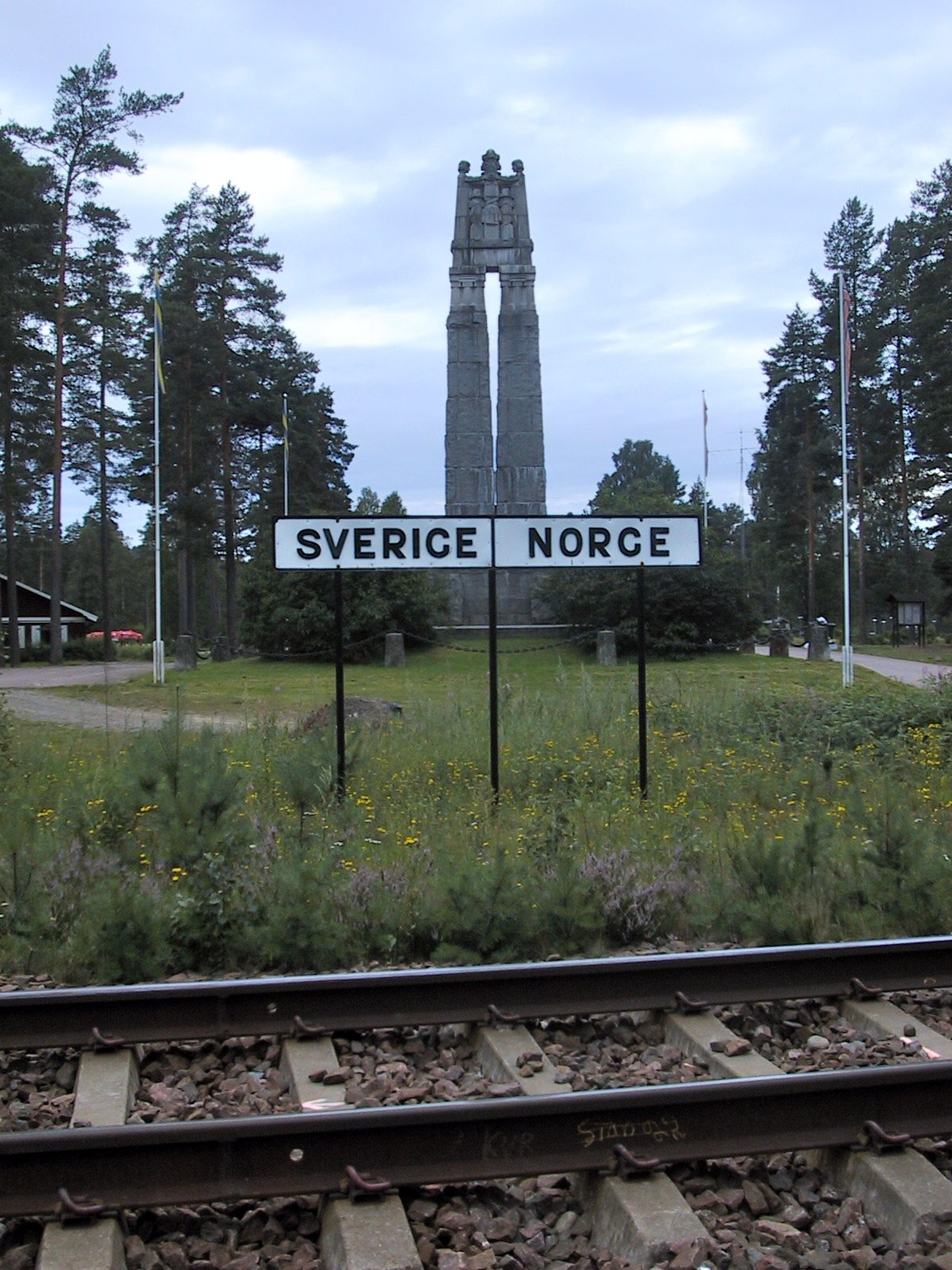
Friedensmonument auf der Grenze von Schweden (links) und Norwegen (rechts)
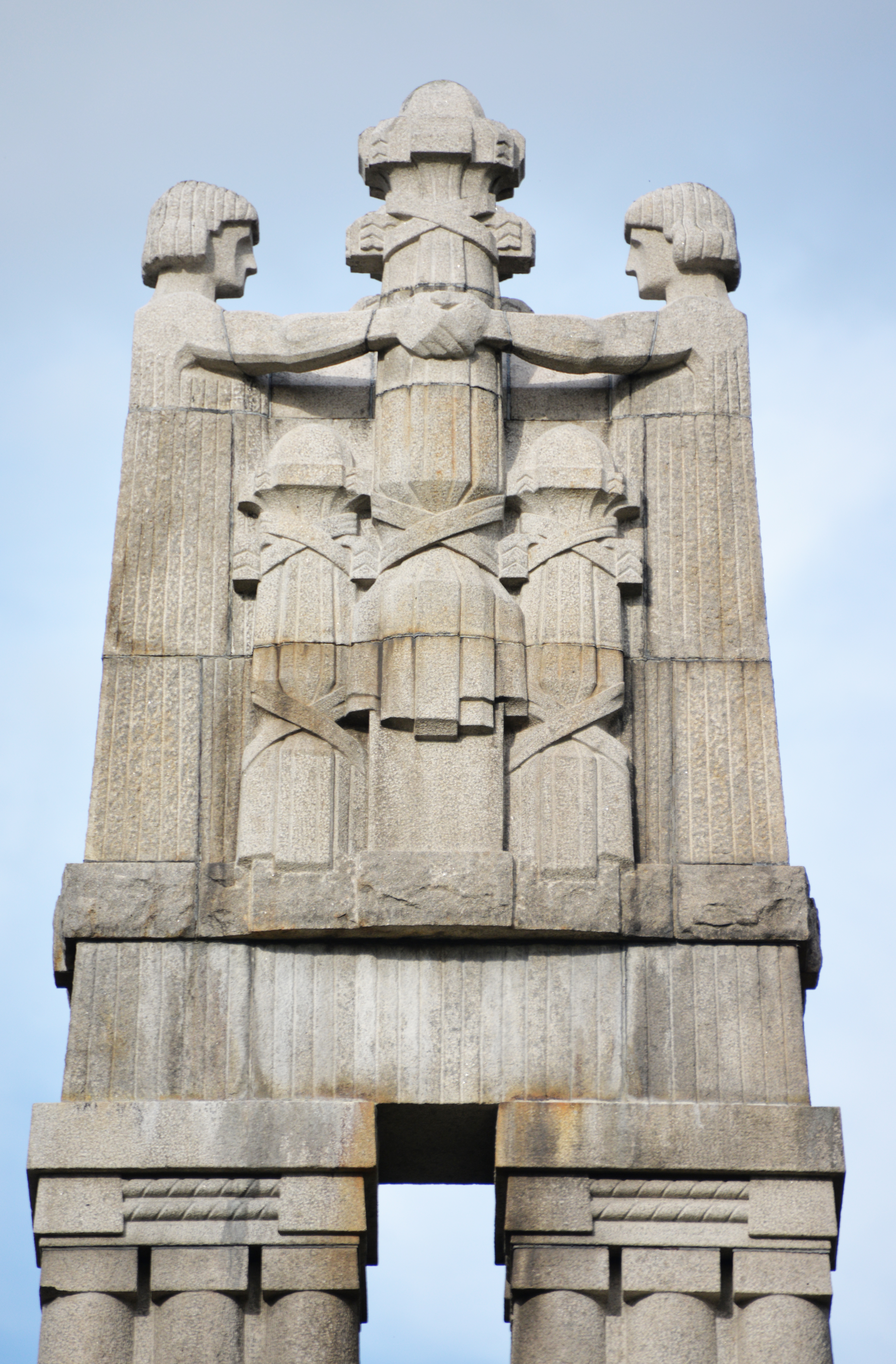
Spitze des Friedensmonuments
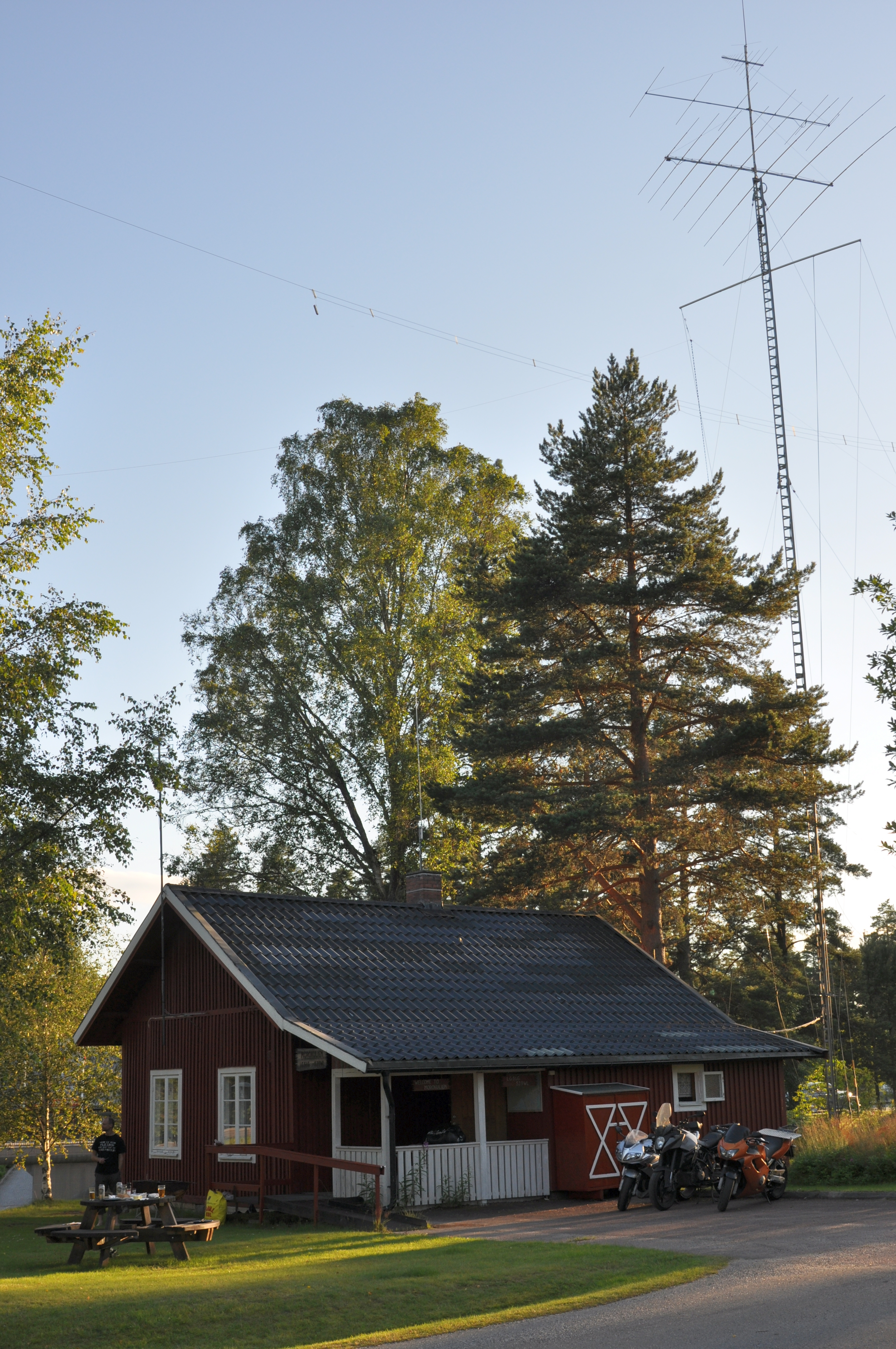
Amateurfunkstation mit den Rufzeichen LG5LG oder SJ9WL